# Raid de Redeswire
 (juin 2017).
Le raid de Redeswire est une escarmouche qui opposa le royaume d'Angleterre et le royaume d'Écosse le 7 juillet 1575. Il s'agit de la dernière bataille entre l'Écosse et l'Angleterre.

## Forces en présence
Après la défaite écossaise à Pinkie Cleugh en 1547, aucune bataille majeure entre l'Écosse et l'Angleterre n'avait eu lieu.
John Carmichael rassembla une petite force de tireurs à Liddesdale. Il se préparait à rencontrer John Forster à Carter Bar pour une trêve. Forster rassembla également une petite section. Carmichael se méfiait cependant de Forster qui était hypocrite et il savait que la rencontre pourrait dégénérer.

## Déroulement du combat
Lorsque les deux forces armées se rencontrèrent, les insultes fusèrent des deux côtés. Les Anglais tirèrent des coups de fusil et de canon. La victoire semblait proche pour les Anglais lorsque des renforts arrivèrent du côté des Écossais depuis Jedburgh, ce qui fit basculer l'issue de l'escarmouche. Les Anglais furent mis en déroute et nombre d'entre eux, dont Forster, furent capturés. Ils furent cependant rapidement relâchés.

## Héritage
Le combat devint le thème d'une Border ballad. Un monument à l'escarmouche fut également dressé aux monts Cheviot.